# Henk Medik
Henk Medik (Edam, 24 april 1953) is een Nederlands voormalig profvoetballer die als centrale verdediger speelde.
Medik kwam op zijn zestiende van EVC naar Ajax. Daar kwam hij tot het tweede team maar brak niet door. In het seizoen 1974/75 speelde hij bij FC Groningen waar hij debuteerde in de Eerste divisie. Daarna speelde Medik twee seizoenen bij N.E.C. en aansluitend een seizoen bij Telstar in de Eredivisie.Hij sloot zijn spelersloopbaan vanwege blessures voortijdig af in België bij RFC de Liège. Hij volgde zijn zwager Jan Peters naar Italië waar hij nog bij de amateurtak van Genoa CFC speelde. Medik begon nadien een glaszettersbedrijf.